# Tit Otacili Cras (pretor 217 aC)
|  | Per a altres significats, vegeu «Tit Octacili Cras». |

Tit Otacili Cras (en llatí Titus Otacilius Crassus) va ser un general romà actiu durant la Segona Guerra Púnica. Era fill probablement de Tit Otacili Cras (o Tit Octacili Cras) que havia estat cònsol el 261 aC. Formava part de la gens Otacília, i era de la família dels Crassí, d'origen plebeu.
Va ser pretor el 217 aC, any en què va dedicar un temple. El 216 aC va ser propretor a Sicília i va enviar una carta de Hieró II de Siracusa al senat demanant ajut contra els cartaginesos. L'any 215 aC va ser duumvir encarregat de dedicar temples, junt amb Quint Fabi Màxim Verrugòs i després va ser enviat al capdavant de la flota a Sicília. La flota era a Lilibèon des d'on va creuar a l'Àfrica i va devastar les costes cartagineses. Després va capturar alguns vaixells que anaven a Sardenya.
Va retornar a Roma i va esdevenir candidat al consolat pel 214 aC i hauria estat elegit, però llavors va intervenir l'influent Quint Fabi Màxim (Cras estava casat amb una filla de la seva germana) que li va desaconsellar per la seva insuficient habilitat militar. Van ser nomenats cònsols el mateix Màxim i Marc Claudi Marcel III. Com a compensació Cras va ser elegit pretor per segona vegada i se li va tornar a donar el comandament de la flota, mandat que li va ser prorrogat cada any durant tres anys. El 212 aC va fer un atac a les costes de la zona d'Útica i va capturar diversos vaixells al mateix port amb els quals va enviar gra a les forces romanes que havien ocupat Siracusa.
A l'elecció de consols pel 210 aC es va tornar a presentar i aquesta vegada va perdre l'elecció per la interferència de Tit Manli Torquat, però no hi era present, ja que encara s'estava a Sicília. Va morir abans de conèixer el resultat advers de la votació (211 aC). Quan va morir era un dels pontífexs.